# Delrepubliken Komis regionslag i bandy
Delrepubliken Komis regionslag i bandy representerar Delrepubliken Komi i bandy på herrsidan. Laget började spela i Rossijaturneringen 1980.
.